# Stijl 58
Ludieke modernisme, in België beter bekend als Stijl 58 of Robbedoes stijl, is een architectuur- en designbeweging die vorm kreeg gedurende de Expo 58 en die het modernisme een menselijk gezicht wilde geven door decoratie toe te laten. Het wordt gekenmerkt door heel speelse vormen en frisse kleuren.
De avant-gardearchitecten beschreven het in 1962 als een ordinaire vorm van decoratie: het zou een vertegenwoordiger  zijn van de "zin voor effect en het uiterlijk vertoon: alles is gemaakt in dezelfde trant en getuigt van effectbejag met betwistbare middelen."

## Geschiedenis
Tussen het classicisme van na de Tweede Wereldoorlog en het brutalisme van de jaren 1960  kwam in België als intermezzo de trend van het speels modernisme, waarvan de esthetiek een zekere onbezorgdheid uitdrukte: de oorlog was voorbij, de economie draaide toen op volle toeren. Een golf van optimisme overspoelde België. Men geloofde opnieuw in de toekomst en in de vooruitgang. In de Wereldtentoonstelling van Brussel van 1958 kwam dit middels het ontwerp van gedurfde paviljoenen tot uiting. Deze beklijvende en verleidelijke stijl, dat vanwege zijn oorsprong op de expo de 'Stijl 58' werd genoemd, sindsdien toegepast op particuliere woningen, appartementsgebouwen, garages en andere handelszaken.
De verspreiding van deze beweging is uiteindelijk toch tot België beperkt gebleven en een belangrijk kenmerk geworden voor de architectuur in Brussel uit de periode van de late jaren 50 vroege jaren 60. Een karakteristiek voorbeeld is Villa Woudrand van Maurice Van Cauwelaert.